# Maria Isabella d'Orléans
Maria Isabella d'Orléans (Maria Isabel Francisca de Asis Antonia Luisa Fernanda Cristina Amelia Felipa Adelaide Josefa Elena Enriqueta Carolina Justina Rufina Gasparina Melchiora Balthasar Matea de Orléans y Borbón; Siviglia, 21 settembre 1848 – Villamanrique de la Condesa, 23 aprile 1919) fu infanta di Spagna e principessa d'Orléans per nascita e contessa di Parigi per matrimonio.

## Biografia

### Infanzia

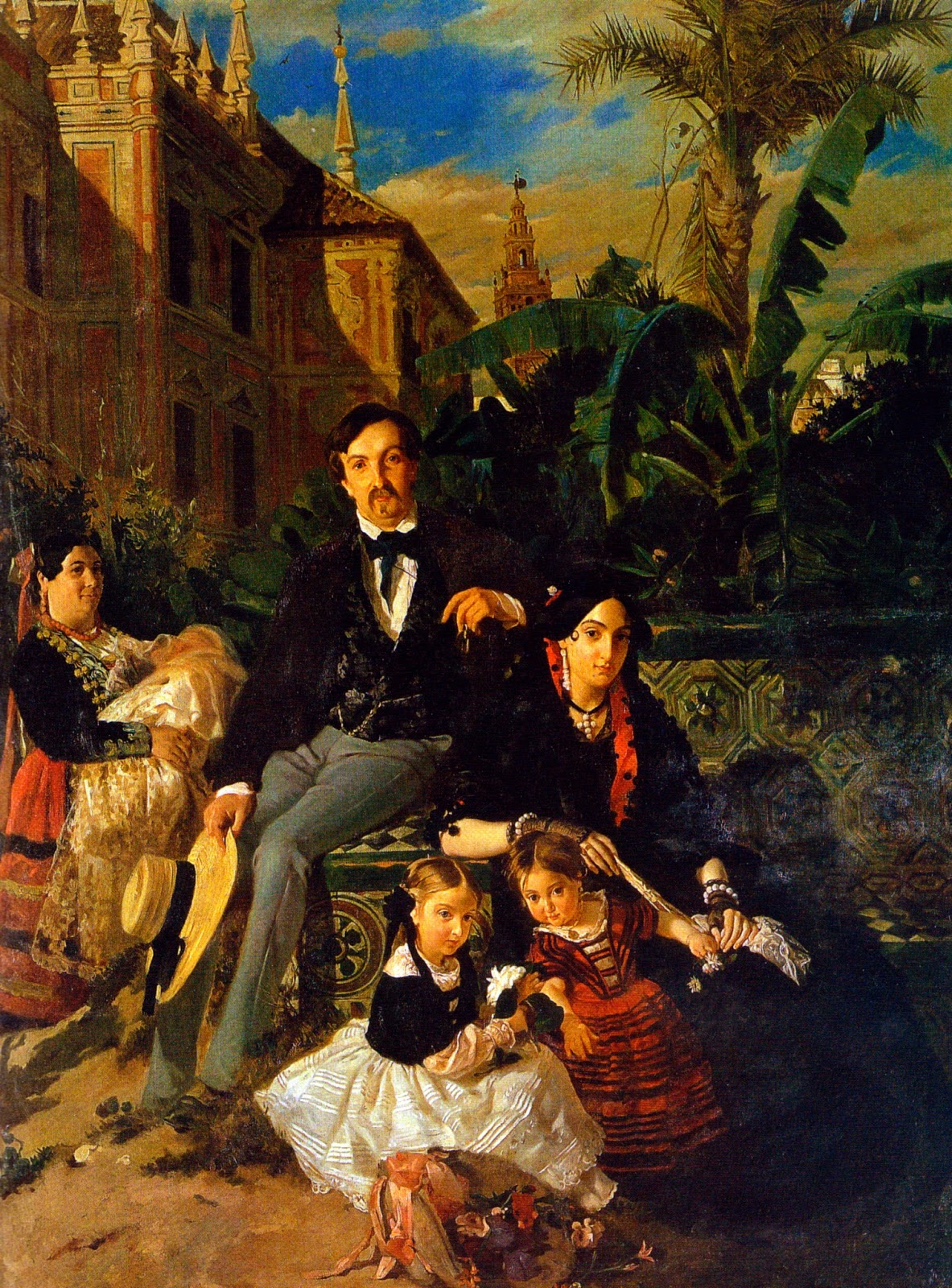
Il duca Antonio d'Orléans e la duchessa Luisa Ferdinanda di Spagna ritratti insieme ai loro figli nel 1853

Nacque a Siviglia da Antonio d'Orléans e dall'Infanta Luisa Fernanda di Spagna. Antonio era il più giovane dei figli maschi di Luigi Filippo, ultimo re di Francia, e Maria Amalia di Borbone-Due Sicilie. L'Infanta Luisa Fernanda era figlia di Ferdinando VII di Spagna e della quarta moglie di suo nonno Maria Cristina delle Due Sicilie. Tutti e quattro i suoi nonni e sette dei suoi otto bisnonni erano membri del Casato di Borbone.

### Matrimonio

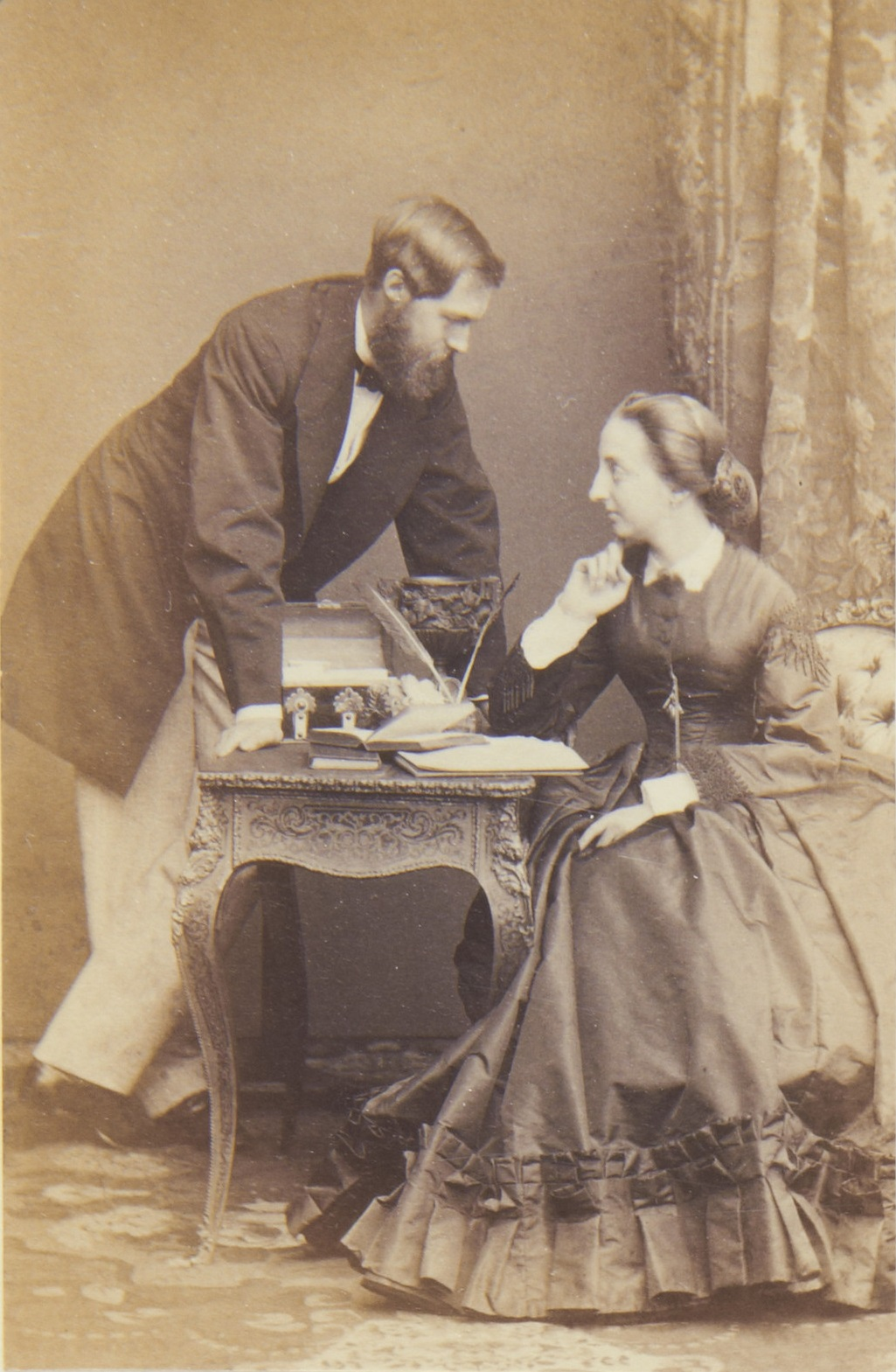
La principessa Isabella e il conte Filippo d'Orléans nel 1864

Il 30 maggio 1864 sposò suo cugino Filippo d'Orléans, pretendente al trono francese come Filippo VII.

### Esilio

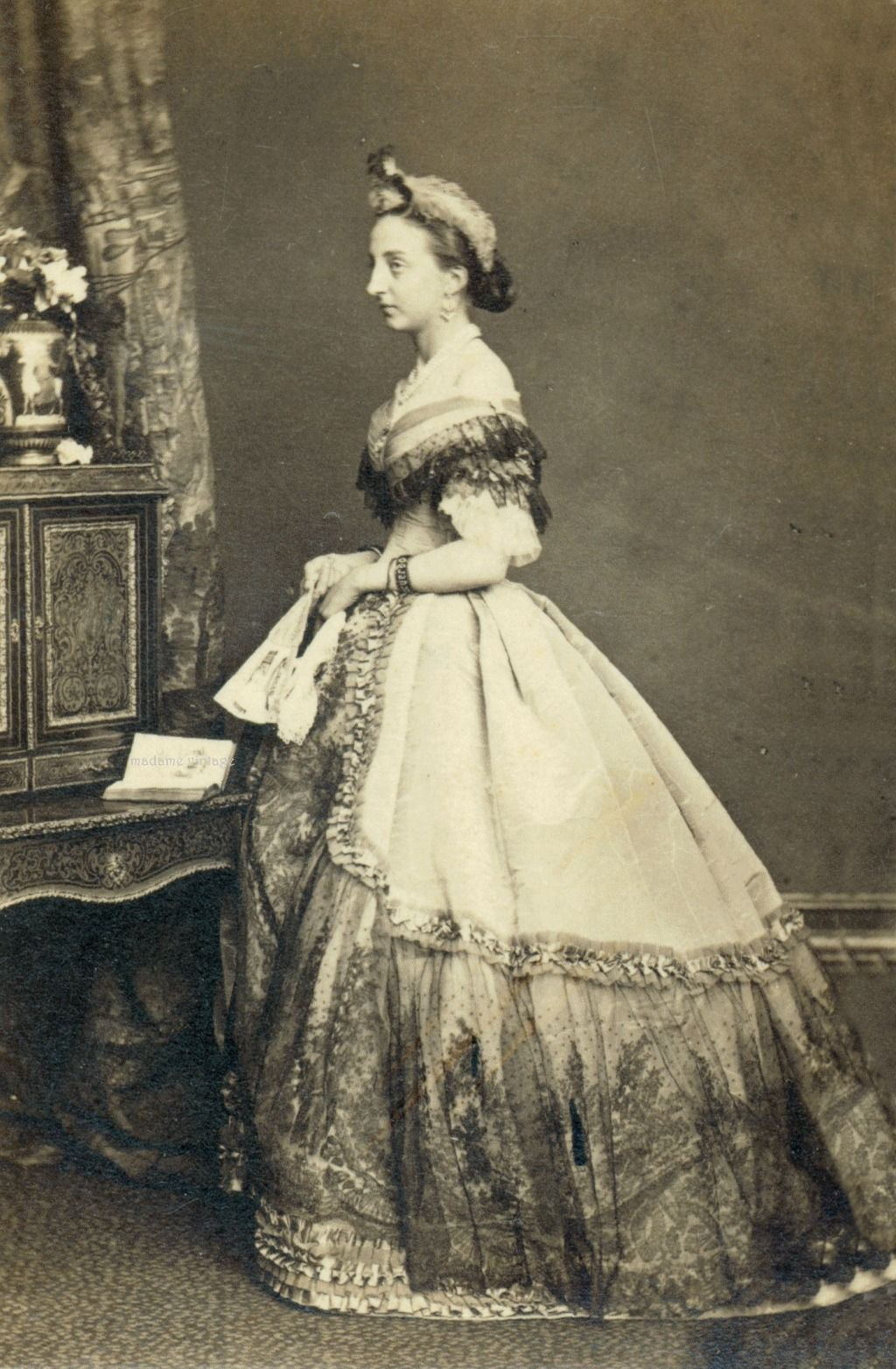
Maria Isabella, contessa di Parigi, in una fotografia degli anni '80 del XIX secolo

Costretta a lasciare la Francia, Maria Isabella e suo marito vissero in Inghilterra, dove il loro avo Luigi Filippo aveva vissuto dopo la sua abdicazione nel 1848. Nel 1871 fu permesso loro di ritornare in Francia, dove vissero all'Hôtel Matignon a Parigi e allo château d'Eu in Normandia.

### Ultimi anni e morte

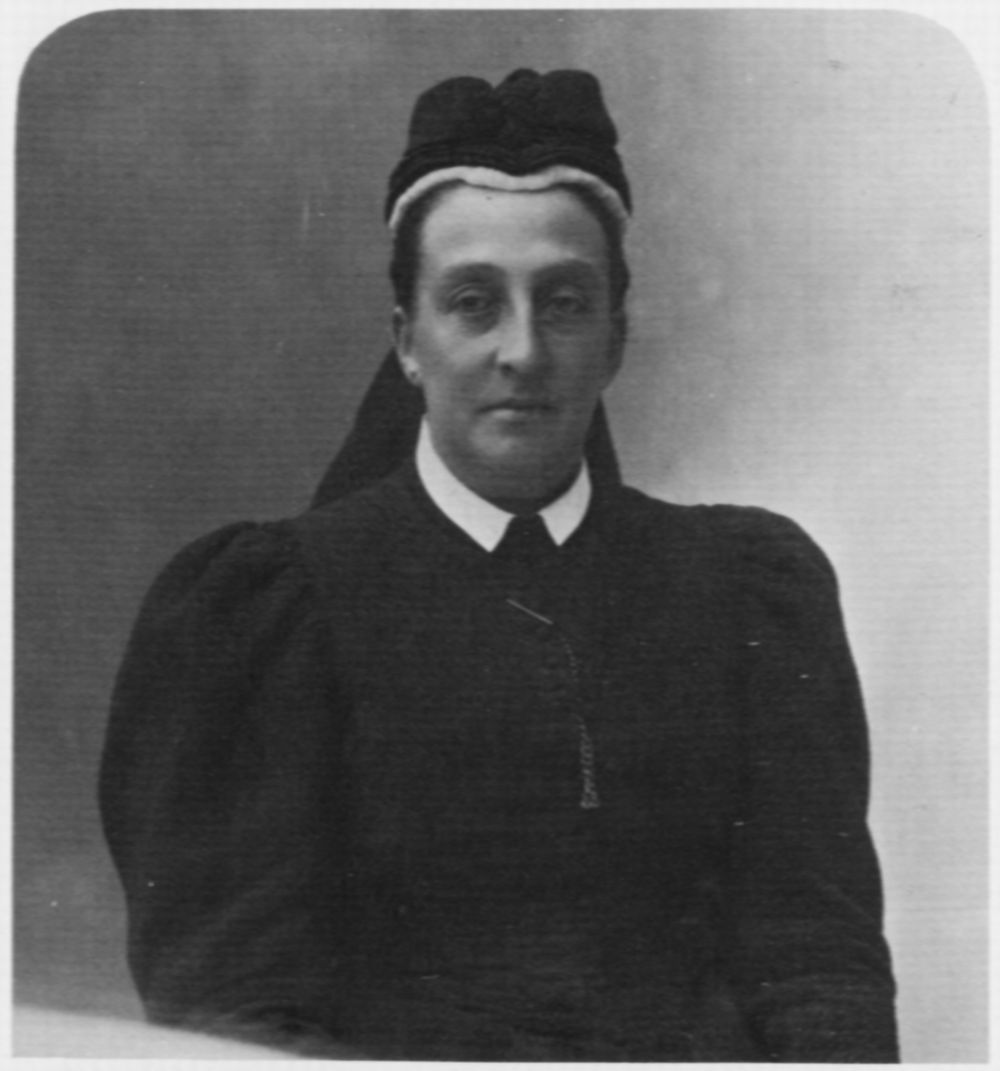
La principessa Maria Isabella d'Orléan fotografata in tarda età da Nadar

Nel 1886, furono obbligati a lasciare la Francia per una seconda volta. Nel 1894, suo marito morì in esilio a Stowe House nel Buckinghamshire. Maria Isabella visse allo Randan château in Francia, e morì nel 1919 nel suo palazzo a Villamanrique de la Condesa, vicino a Siviglia.

## Discendenza

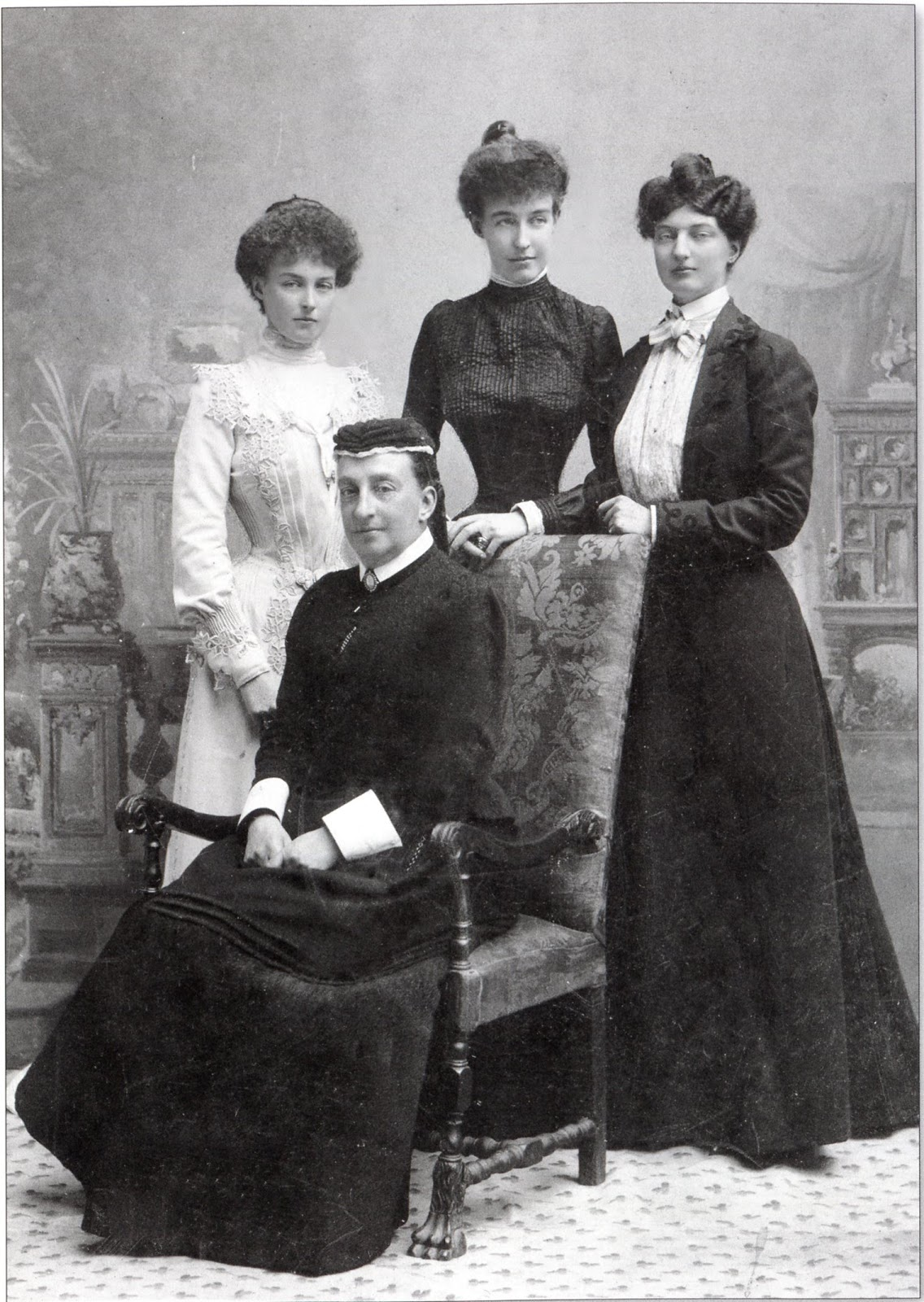
Maria Isabella d'Orléans fotografata insieme alle figlie Luisa, Elena e Isabella nel 1889

Maria Isabella e Filippo ebbero otto figli:
- Amelia d'Orléans, Principessa d'Orléans (1865–1951). Sposò Carlo I del Portogallo nel 1886;
- Principe Luigi Filippo Roberto d'Orléans, Principe d'Orléans, Duca d'Orléans (1869–1926). Sposò l'Arciduchessa Maria Dorotea d'Austria figlia dell'Arciduca Giuseppe Carlo d'Austria nel 1896;
- Elena d'Orléans, Principessa d'Orléans (1871–1951). Sposò Emanuele Filiberto, II Duca d'Aosta nel 1895;
- Carlo d'Orléans, Principe d'Orléans (1875–1875);
- Isabella d'Orléans, Principessa d'Orléans (1878–1961). Sposò il Principe Giovanni d'Orléans, Duca di Guisa nel 1899;
- Giacomo d'Orléans, Principe d'Orléans (1880–1881);
- Luisa d'Orléans, Principessa d'Orléans (1882–1958). Sposò il Principe Carlos di Borbone-Due Sicilie nel 1907. Attraverso sua figlia Maria Mercedes di Borbone-Due Sicilie, è la nonna di re Juan Carlos I di Spagna;
- Ferdinando d'Orléans, Principe d'Orléans, Duca di Montpensier (1884–1924). Sposò  Maria Isabel González de Olaneta y Ibarreta, Marchesa de Valdeterrazo nel 1921.

## Ascendenza
|                                       |                    |                                            | Genitori                                   |  |  | Nonni |  |  | Bisnonni                            |  |  | Trisnonni                          |  |
|                                       |                    |                                            |                                            |  |  |       |  |  | Luigi Filippo II di Borbone-Orléans |  |  | Luigi Filippo I di Borbone-Orléans |  |
|                                       |                    |                                            |                                            |  |  |       |  |  | Luigi Filippo II di Borbone-Orléans |  |  | Luigi Filippo I di Borbone-Orléans |  |
|                                       |                    | Luisa Enrichetta di Borbone-Conti          |                                            |  |  |       |  |  | Luigi Filippo II di Borbone-Orléans |  |  |                                    |  |
| Luigi Filippo di Francia              |                    |                                            |                                            |  |  |       |  |  | Luigi Filippo II di Borbone-Orléans |  |  |                                    |  |
|                                       |                    | Luisa Maria Adelaide di Borbone-Penthièvre | Luigi Giovanni Maria di Borbone-Penthièvre |  |  |       |  |  |                                     |  |  |                                    |  |
|                                       |                    | Luisa Maria Adelaide di Borbone-Penthièvre | Luigi Giovanni Maria di Borbone-Penthièvre |  |  |       |  |  |                                     |  |  |                                    |  |
|                                       |                    | Luisa Maria Adelaide di Borbone-Penthièvre | Maria Teresa d'Este                        |  |  |       |  |  |                                     |  |  |                                    |  |
| Antonio d'Orléans                     |                    | Luisa Maria Adelaide di Borbone-Penthièvre |                                            |  |  |       |  |  |                                     |  |  |                                    |  |
|                                       |                    | Ferdinando I delle Due Sicilie             | Carlo III di Spagna                        |  |  |       |  |  |                                     |  |  |                                    |  |
|                                       |                    | Ferdinando I delle Due Sicilie             | Carlo III di Spagna                        |  |  |       |  |  |                                     |  |  |                                    |  |
|                                       |                    | Ferdinando I delle Due Sicilie             | Maria Amalia di Sassonia                   |  |  |       |  |  |                                     |  |  |                                    |  |
| Maria Amalia di Borbone-Due Sicilie   |                    | Ferdinando I delle Due Sicilie             |                                            |  |  |       |  |  |                                     |  |  |                                    |  |
|                                       |                    | Maria Carolina d'Asburgo-Lorena            | Francesco I di Lorena                      |  |  |       |  |  |                                     |  |  |                                    |  |
|                                       |                    | Maria Carolina d'Asburgo-Lorena            | Francesco I di Lorena                      |  |  |       |  |  |                                     |  |  |                                    |  |
|                                       |                    | Maria Carolina d'Asburgo-Lorena            | Maria Teresa d'Austria                     |  |  |       |  |  |                                     |  |  |                                    |  |
| Maria Isabella d'Orléans              |                    | Maria Carolina d'Asburgo-Lorena            |                                            |  |  |       |  |  |                                     |  |  |                                    |  |
|                                       | Carlo IV di Spagna | Carlo III di Spagna                        |                                            |  |  |       |  |  |                                     |  |  |                                    |  |
|                                       | Carlo IV di Spagna | Carlo III di Spagna                        |                                            |  |  |       |  |  |                                     |  |  |                                    |  |
|                                       | Carlo IV di Spagna | Maria Amalia di Sassonia                   |                                            |  |  |       |  |  |                                     |  |  |                                    |  |
| Ferdinando VII di Spagna              | Carlo IV di Spagna |                                            |                                            |  |  |       |  |  |                                     |  |  |                                    |  |
|                                       |                    | Maria Luisa di Borbone-Parma               | Filippo I di Parma                         |  |  |       |  |  |                                     |  |  |                                    |  |
|                                       |                    | Maria Luisa di Borbone-Parma               | Filippo I di Parma                         |  |  |       |  |  |                                     |  |  |                                    |  |
|                                       |                    | Maria Luisa di Borbone-Parma               | Elisabetta di Borbone-Francia              |  |  |       |  |  |                                     |  |  |                                    |  |
| Luisa Ferdinanda di Borbone-Spagna    |                    | Maria Luisa di Borbone-Parma               |                                            |  |  |       |  |  |                                     |  |  |                                    |  |
|                                       |                    | Francesco I delle Due Sicilie              | Ferdinando I delle Due Sicilie             |  |  |       |  |  |                                     |  |  |                                    |  |
|                                       |                    | Francesco I delle Due Sicilie              | Ferdinando I delle Due Sicilie             |  |  |       |  |  |                                     |  |  |                                    |  |
|                                       |                    | Francesco I delle Due Sicilie              | Maria Carolina d'Asburgo-Lorena            |  |  |       |  |  |                                     |  |  |                                    |  |
| Maria Cristina di Borbone-Due Sicilie |                    | Francesco I delle Due Sicilie              |                                            |  |  |       |  |  |                                     |  |  |                                    |  |
|                                       |                    | Maria Isabella di Borbone-Spagna           | Carlo IV di Spagna                         |  |  |       |  |  |                                     |  |  |                                    |  |
|                                       |                    | Maria Isabella di Borbone-Spagna           | Carlo IV di Spagna                         |  |  |       |  |  |                                     |  |  |                                    |  |
|                                       |                    | Maria Isabella di Borbone-Spagna           | Maria Luisa di Borbone-Parma               |  |  |       |  |  |                                     |  |  |                                    |  |
|                                       |                    | Maria Isabella di Borbone-Spagna           |                                            |  |  |       |  |  |                                     |  |  |                                    |  |

## Titolo, trattamento, onorificenze e stemma

### Titolo e trattamento
Francia
- 21 settembre 1848-30 maggio 1864: Sua Altezza Reale La Principessa Marie Isabelle d'Orléans, Infanta di Spagna
- 30 maggio 1864-8 settembre 1894: Sua Altezza Reale La Contessa di Parigi
- 8 September 1894-23 April 1919: Sua Altezza Reale La Contessa Vedova di Parigi

 Spagna
- 21 settembre 1848-30 maggio 1864: Sua Altezza Reale L'Infanta María Isabel di Spagna, Principessa d'Orléans
- 30 maggio 1864-8 settembre 1894: Sua Altezza Reale L'Infanta Maria Isabel, Contessa di Parigi
- 8 settembre 1894-23 aprile 1919: Sua Altezza Reale L'Infanta Maria Isabel, Contessa Vedova di Parigi

La designazione completa della Contessa, dopo il suo matrimonio, era: Su Alteza Real la Serenísma y Egregia Señora Infanta Doña María Isabel de Orleans y Borbón, Condesa de París (in italiano: Sua Altezza Reale la Serenissima e Egregia Signora Infanta Doña María Isabel d'Orléans, Contessa di Parigi).